# Чорнобаївська сільська територіальна громада
Чорнобаївська сільська громада —  територіальна громада в Україні, в Херсонському районі Херсонської області. Адміністративний центр — село Чорнобаївка.
Площа громади — км², населення — 6618 мешканців (2023).

## Населені пункти
До складу громади входять 9 сіл: Барвінок, Благодатне, Зелений Гай, Киселівка, Клапая, Крутий Яр, Посад-Покровське, Солдатське, Чорнобаївка і одне селище — Копані.